# Anglet Hormadi Élite
Anglet Hormadi Élite (kurz Hormadi) ist ein französischer Eishockeyclub aus Anglet, der 1969 gegründet wurde und in der Spielzeit 2018/19 wieder in der Ligue Magnus spielt.

## Geschichte
Anglet Hormadi Élite wurde 1969 gegründet und schaffte in der Saison 1996/97 erstmals den Aufstieg in die Ligue Magnus, die höchste französische Eishockeyliga. Zuvor machten sie während des Lockout in der NHL-Saison 1994/95 auf sich aufmerksam, als der kanadische Eishockeyspieler Brian Propp beim damaligen Zweitligisten seine Karriere beendete. In der Saison 2000/01 erreichte das Team erstmals das Finale der Ligue Magnus. Zwei Jahre später erreichte Anglet ebenfalls zum ersten Mal das Finale der Coupe de France, doch erneut unterlag man.  
Nachdem Anglet Hormadi Élite (bis 2011 Orques d’Anglet) in der Saison 2006/07 als sportlicher Absteiger aus der Ligue Magnus feststand, verweigerte der französische Eishockeyverband, die Fédération française de hockey sur glace, dem Club die Aufnahme in die zweitklassige Division 1, da der Verein finanzielle Schwierigkeiten hatte. Nach monatelangen Verhandlungen einigte man sich schließlich darauf, dass Anglet in die viertklassige Division 3 zurückgestuft wurde und parallel in der spanischen Superliga, der höchsten Eishockeyliga des Landes, antreten durfte. In ihrer ersten Spielzeit in Spanien erreichte Anglet Hormadi das Finale um die Spanische Meisterschaft und das Halbfinale des Spanischen Eishockeypokals. Zwischenzeitlich gelang der sportliche Wiederaufstieg und 2017/18 gewann der Klub sowohl die Hauptrunde als auch die Playoffs der Division 1 und kehrte damit in die Ligue Magnus zurück.

## Erfolge
- Aufstieg in die Ligue Magnus in der Saison 1996/97
- Französischer Vize-Meister 2001
- Finalist Coupe de France 2003
- Spanischer Vize-Meister 2008
- Aufstieg in die Ligue Magnus 2017/18

## Stadion
Die Heimspiele von Anglet Hormadi Élite werden im Patinoire de la Barre in Anglet ausgetragen, das 1.200 Zuschauer fasst.  

## Ehemalige Spieler
- Brian Propp
- / Serge Poudrier